# 尤里卡 (词语)

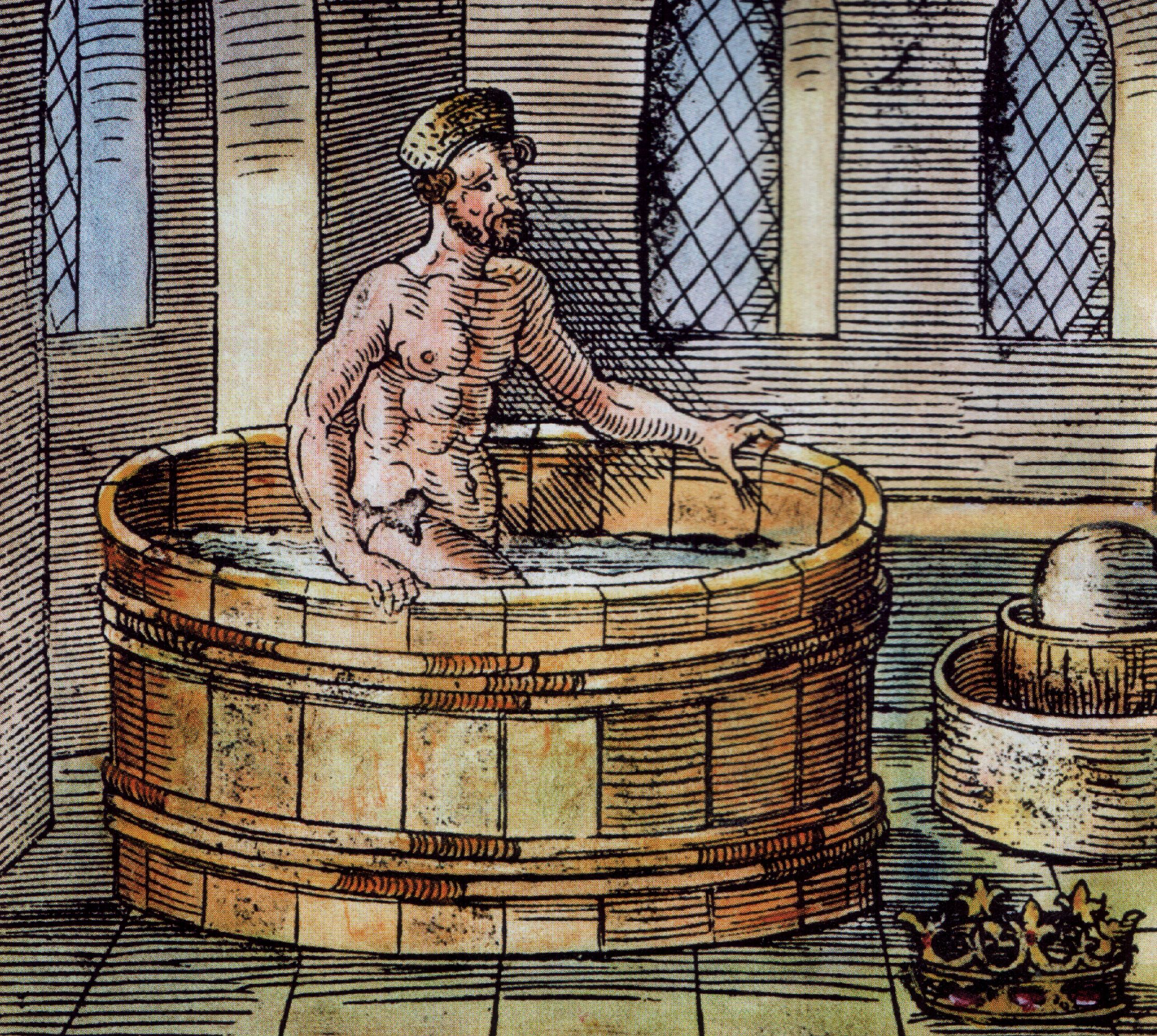
16世纪时画的阿基米德在洗澡的情形，右下角为叙拉古的王冠

尤里卡（羅馬化：héurēka，直译：「我找到了」）是一个源自希腊用以表达发现某件事物、真相时的感叹词。
这个词语之所以那么出名完全可以归功于古希腊学者阿基米德，據說叙拉古的赫农王請工匠做了一顶黃金的王冠，但有吹哨者向国王密報，工匠做的金冠并非纯金，因為工匠貪污了国王給的金子。國王於是请来阿基米德检验。阿基米德苦思了幾天，直到有一天他洗澡時，一坐进浴盆，有许多水溢出來，这使得他想到：溢出來的水，正好等於他身体的體積，这意味着，不规则物体的体积可以精确计算，阿基米德想到这里，不禁高兴的從浴盆跳了出來，光著身体在城里边跑边喊叫着“尤里卡！尤里卡！”，试图与城里的民众分享他的喜悦，最後阿基米德揭穿了工匠的舞弊，該王冠被掺进了白银。
后来，阿基米德将他的这个发现总结出浮力理论记载在《浮体论》中，同时它也为流体静力学建立了基础的原理。
其他出名的例子有数学家卡尔·弗里德里希·高斯，他在1796年7月10日在日记中写道：“EYPHKA! num = Δ + Δ + Δ”，指的是他发现任何正整数可表示为最多三个三角形数的总和。